# Rejestrator danych
Rejestrator danych – urządzenie przeznaczone do wprowadzenia i przygotowania danych dla systemu komputerowego, pracujące niezależnie od głównego systemu komputerowego, dla którego przygotowywane są dane. Urządzenia tego typu stosowane były głównie dla potrzeb przygotowania danych dla dużych systemów komputerowych typu mainframe i zaliczane do klasy urządzeń tzw. małej informatyki.
Stosowane niegdyś tego typu urządzenia można podzielić na dwie grupy:
rejestratory jednostanowiskowestanowiące autonomiczne urządzenia przeznaczone do pracy dla jednego operatora,
rejestratory wielostanowiskowestanowiące zestaw stanowisk dla grupy operatorów wprowadzających dane, z których dane są przesyłane przez minikomputer do urządzenia zapisującego dane, z ewentualną ich programowalną kontrolą i formatowaniem, ta grupa urządzeń dzieli się na rejestratory bez możliwości sterowania przebiegiem prac minikomputera i na rejestratory z możliwością takiego sterowania.
Dane wprowadzane były najczęściej przez operatora – użytkownika – za pomocą klawiatury do pamięci buforowej i następnie przez urządzenie sterujące lub minikomputer do urządzenia zapisującego na odpowiednim nośniku. Jako nośniki danych stosowano taśmy magnetyczne (standardowe 0,5 cala lub 0,15 cala w infokasecie), lub dyski magnetyczne (dyski lub dyskietki).
Przykładowe systemy rejestratorów to:
- SYSTEM M firmy FACIT-ADDO, podstawowe konfiguracje M 5, M7, M 10, M 15; nośnik docelowy: taśma magnetyczna; system ten należy do grupy rejestratorów wielostanowiskowych bez możliwości sterowania pracą minikomputera,
- SEECHECK firmy REDIFON[2]; nośnik docelowy: taśma magnetyczna[3]; system ten należy do grupy rejestratorów wielostanowiskowych z możliwością sterowania pracą minikomputera, a także formatowania i konwersji danych w dostosowaniu do systemu docelowego, możliwość takiego przygotowania danych uwalnia od konieczności późniejszej konwersji danych w systemie głównym[4],
- inne przykładowe systemy to: KEY-EDIT 50, ICL 2903, MDS 2400.